# Two for the Seesaw
Two for the Seesaw (1962), retitulada en español como Cualquier día en cualquier esquina, es una película estadounidense en blanco y negro producida por la Metro-Goldwyn-Mayer y los United Artists y dirigida por Robert Wise, con actuación de Robert Mitchum y Shirley MacLaine.

## Características
La obra se inspira en un drama de William Gibson (1914–2008), interpretado en Broadway por Henry Fonda y Anne Bancroft, por el cual esta última obtuvo un premio Tony. El drama fue adaptado al cine por Isobel Lennart, quien consiguió traspasar al filme sus diálogos agudos e inteligentes, aunque se nota excesivamente el origen por su excesiva unidad de lugar. Es algo más larga de lo normal: 119 minutos, con música de André Previn y fotografía de Ted McCord. Pertenece al género del drama romántico y recibió una excelente acogida de crítica y público y fue nominada a dos premios Óscar por mejor fotografía en blanco y negro y mejor canción. En efecto, la fotografía de las calles del gran Nueva York en esa época es espectacular. En la película los dos actores muestran estar al mismo nivel en riqueza de registros interpretativos.

## Sinopsis
Un honrado abogado de Omaha (Nebraska) en crisis matrimonial abandona a su mujer, que le engaña, para poder divorciarse e intenta una nueva vida en el estado de Nueva York; conoce a una modesta bailarina y profesora de danza y entabla una relación amorosa con ella muy sincera, pero que sufre sus altibajos. Sin embargo, mediante su mutuo amor y apoyo, ambos logran reconstruir sus vidas.

## Reparto
- Robert Mitchum... Jerry Ryan
- Shirley MacLaine... Gittel « Mosca » Moscawitz
- Edmon Ryan... Frank Taubman
- Elisabeth Fraser... Sophie
- Eddie Firestone... Óscar
- Billy Gray... Señor Jacoby